# Robert Bass
Pour les articles homonymes, voir Bass.
Robert Bass est un homme d'affaires et milliardaire américain, ami proche de George W. Bush. Sa fortune s'élève à 5,4 milliards de dollars en 2006. Il travaille dans le conglomérat familial Bass Brothers Enterprises.

## Source
- (en) Cet article est partiellement ou en totalité issu de l’article de Wikipédia en anglais intitulé « Robert Bass » (voir la liste des auteurs).